# 난신초등학교
난신초등학교는 대한민국 전라북도 부안군 줄포면 장산로 264-12 (신리)에 있었던 초등학교이다.

## 연혁
- 1961년 4월 1일 줄포국민학교 난신분교장 인가
- 1963년 3월 25일 난신국민학교로 승격
- 1985년 9월 5일 병설유치원 개원
- 1996년 3월 1일 난신초등학교로 개칭
- 1997년 2월 28일 줄포초등학교로 통합